# Europe des Vingt-Huit

En bleu les États membres de l'Europe des Vingt-Huit (entre 2013 et 2020).

Cet article court présente un sujet plus développé dans : Élargissement de l'Union européenne.
L'Europe des Vingt-huit ou Union européenne des Vingt-huit (abrégée UE-28 ou UE28) est l'ensemble des pays membres de l'Union européenne entre 2013 et 2020.
L'UE-28 s'étend, y compris les eaux intérieures, sur 4 459 980 km2.

## Membres
Par ordre d'entrée :
- Allemagne
- Belgique
- France
- Italie
- Luxembourg
- Pays-Bas
- Danemark
- Irlande
- Royaume-Uni
- Grèce
- Espagne
- Portugal
- Autriche
- Finlande
- Suède
- Chypre
- Estonie
- Hongrie
- Lettonie
- Lituanie
- Malte
- Pologne
- Tchéquie
- Slovaquie
- Slovénie
- Bulgarie
- Roumanie
- Croatie

## Historique
Il s'agit de l'UE-27 qui s'est élargie avec l'entrée de la Croatie.
À la suite du retrait du Royaume-Uni de l'Union européenne en 2020, l'UE compte de nouveau vingt-sept États membres.